# ایران در المپیک تابستانی ۱۹۷۶
ایران در بازی‌های المپیک تابستانی ۱۹۷۶ که در مونترآل کانادا برگزار شد با ۸۶ ورزشکار در ۹ رشته ورزشی شرکت نمود و موفق به کسب ۲ مدال و رتبه سی‌وسوم در جدول مدال‌ها شد.

## رشته‌ها و تعداد شرکت‌کنندگان
| ورزش        | مردان | زنان | مجموع |
| ----------- | ----- | ---- | ----- |
| واترپلو     | ۱۱    | ۰    | ۱۱    |
| دوومیدانی   | ۴     | ۰    | ۴     |
| مشت‌زنی      | ۶     | ۰    | ۶     |
| دوچرخه‌سواری | ۸     | ۰    | ۸     |
| شمشیربازی   | ۹     | ۴    | ۱۳    |
| فوتبال      | ۱۷    | ۰    | ۱۷    |
| تیراندازی   | ۴     | ۰    | ۴     |
| وزنه‌برداری  | ۷     | ۰    | ۷     |
| کشتی        | ۱۷    | ۰    | ۱۷    |
| مجموع       | ۸۲    | ۴    | ۸۶    |

فوتبال
تیم فوتبال ایران پس از صعود به المپیک از آسیا ، در گروه C المپیک به لطف عملکرد فوق العاده ناصرحجازی از ۱-۰ سد تیم ملی فوتبال کوبا گذشت و علیرغم شکست ۳-۲ برابر تیم ملی فوتبال لهستان به عنوان تیم دوم گروه بع مرحله یک چهارم نهایی صعود کرد ؛ در ۱/۴ حریف تیم ملی فوتبال اتحاد جماهیر شوروی شد و علیرغم عملکرد خوب ناصرحجازی و موقعیت های آندرانیک اسکندریان ، غلامحسین مظلومی ، حسن روشن و ابراهیم قاسمپور در نهایت مسابقه را ۲-۱ به شورویها واگذار و از المپیک کنار رفت.
تیم ملی فوتبال ایران آخرین حضور خود در المپیک را در المپیک ۱۹۷۶ مونترال تجربه کرد ؛ ایران علیرغم صعود به المپیک ۱۹۸۰ مسکو از آسیا ، به دلیل حمله شوروی به افغانستان از المپیک کناره گیری کرد و تا به امروز دیگر نتوانسته بر مهم صعود به المپیک بر آید.
ورزش زنان
ورزش زنان ایران در المپیک ۱۹۷۶ مونترال کانادا با ۴ شمشمیرباز موفق خود در بازی‌های آسیایی ۱۹۷۴ تهران شرکت کرد. کسی فکر آن را نمی‌کرد که مونترال آخرین میدان حضور ورزش بانوان ایران در المپیک تا ۲۰ سال آینده باشد.یعنی المپیک ۱۹۹۶ آتلانتا.
لیست عملکرد ورزشکاران زن ایران در المپیک۱۹۷۶ مونترال
شمشیربازی
فلوره انفرادی
ژیلا الماسی در فلوره انفرادی در دور اول برابر دینورا انریکز از پورتوریکو ۵ بر ۴ پیروز شد و گراژینا استاژاک از لهستان را ۵ بر ۲ برد و مقابل سوزان ریگلزوورت از بریتانیا ، میشلین بورگس از بلژیک و بریژیت لاتریل گودین از فرانسه با نتایج مشابه ۵ بر ۳ بازنده شد و با رتبه پنجم گروه نهم از صعود بازماند.
گیتی محبان نیز در فلوره انفرادی در دور اول در گروه هفتم شیلا آرمسترانگ از آمریکا را ۵ بر ۴ شکست داد اما برابر هیدکو اوکا از ژاپن ۵ بر ۳، بریژیت دومون از فرانسه ۵ بر یک و برابر ایلدیکو ریتو از مجارستان و کارولا مانگیاروتی از ایتالیا ۵ بر صفر مغلوب شد تا در گروه خود ششم شود.
مهوش شفائی دیگر شمشیرباز ایرانی در فلوره انفرادی، در گروه هشتم هر ۵ بازی خود را واگذار کرد تا در گروهش ششم شود.  او ۵ بر ۳ برابر نیلی روری از اسراییل، ۵ بر ۴ برابر نیکی فرانک از آمریکا، ۵ بر یک برابر ماریا کونسولاتا کولینو از ایتالیا و ۵ بر ۲ برابر کلر هالستد از بریتانیا و کورنلیا هانیش از آلمان مغلوب شد.
فلوره تیمی
در فلوره تیمی، این ۳ شمشیرباز به همراه مریم آچاک در دور اول در گروه چهارم ۳ مسابقه برگزار کردند که با شکست ۱۳ بر ۳ برابر ایتالیا، ۷ بر ۹ برابر بریتانیا و ۵ بر ۱۱ برابر آمریکا در گروه خود چهارم شدند و از صعود بازماندند

## مدال‌ها

### جدول مدال‌ها
| رشته       | طلا | نقره | برنز | مجموع |
| ---------- | --- | ---- | ---- | ----- |
| وزنه‌برداری |     |      | ۱    | ۱     |
| کشتی       |     | ۱    |      | ۱     |
| مجموع      |     | ۱    | ۱    | ۲     |

### مدال‌آوران
| مدال | نام         | رشته       | مسابقه                |
| ---- | ----------- | ---------- | --------------------- |
| نقره | منصور برزگر | کشتی       | ۷۶ کیلوگرم آزاد مردان |
| برنز | محمد نصیری  | وزنه‌برداری | ۵۲ کیلوگرم مردان      |